# Asclepiadaceae
Asclepiadaceae este o familie de plante din ordinul Gentianales. Adesea este considerată un sinonim al familiei Apocynaceae și genurile sale sunt transferate în subfamilia Asclepiadoideae.

## Genuri
- Asclepias
- Caralluma
- Ceropegia
- Diplocyatha
- Drakebrockmania
- Duvalia
- Echidnopsis
- Edithcolea
- Hoodia
- Hoya
- Huernia
- Oxypetalum
- Periploca
- Piaranthus
- Stapelia
- Stephanotis
- Tavaresia
- Trichocaulon

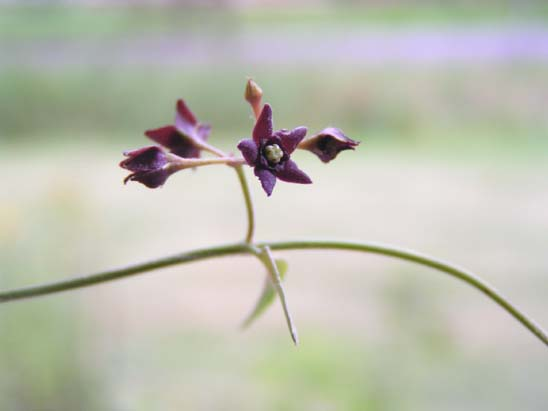
Vincetoxicum nigrum
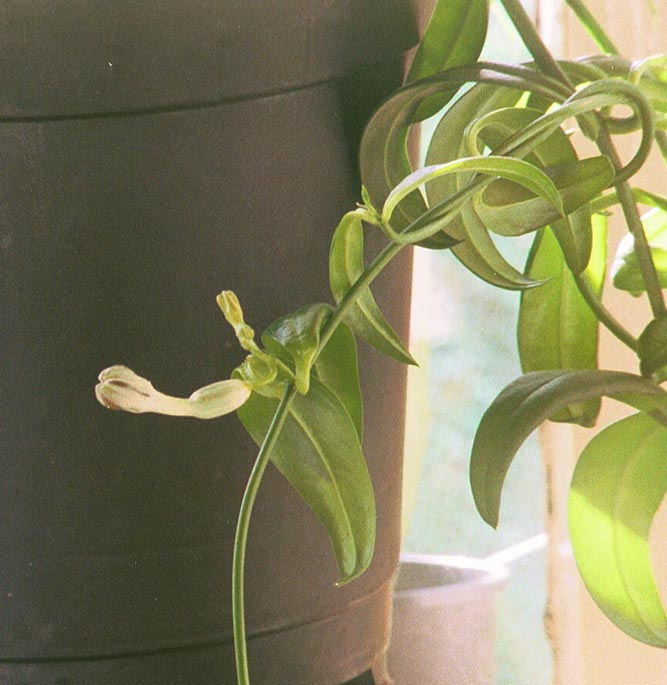
Ceropegia crassifolia
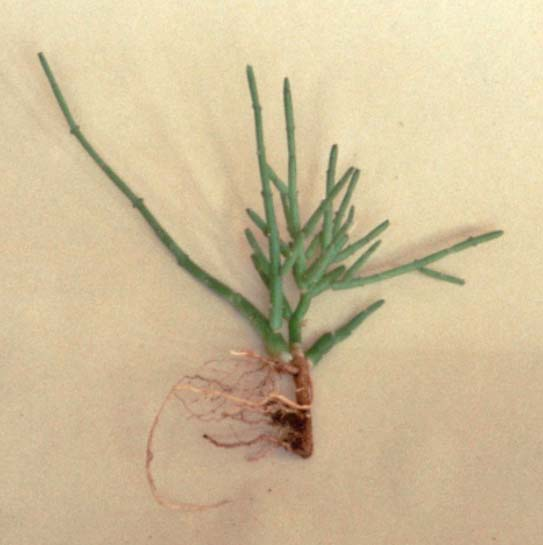
Cynanchum compactum
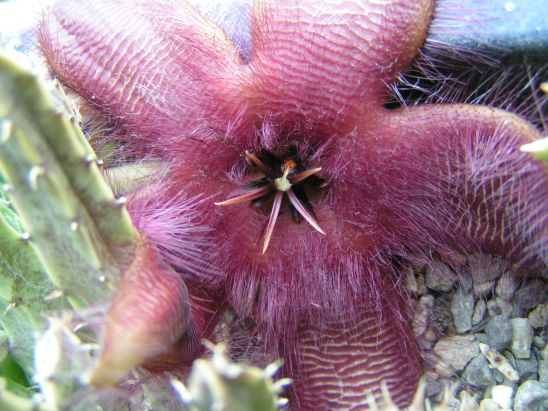
Stapelia nobilis
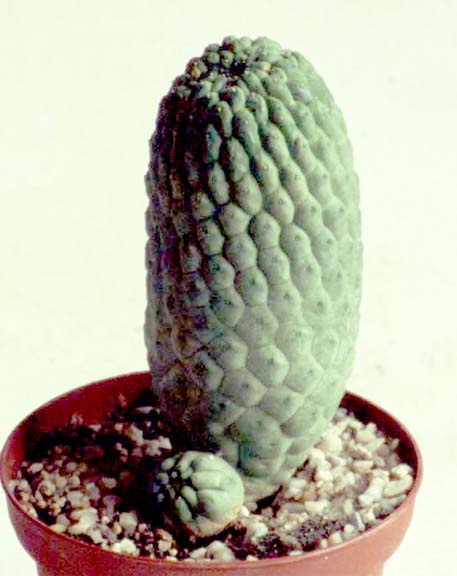
Larryleachia
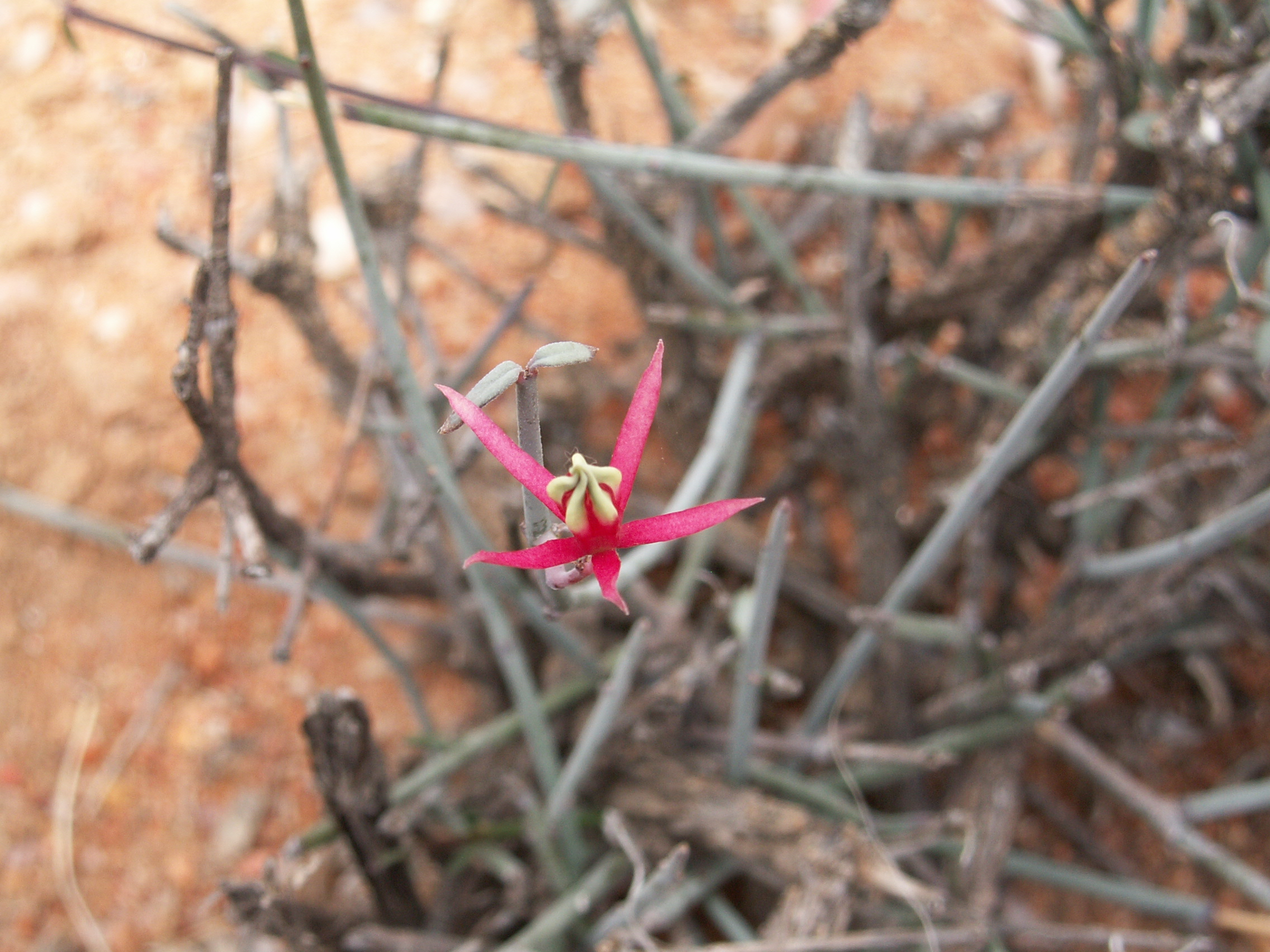
Microloma calycinum, Richtersveld
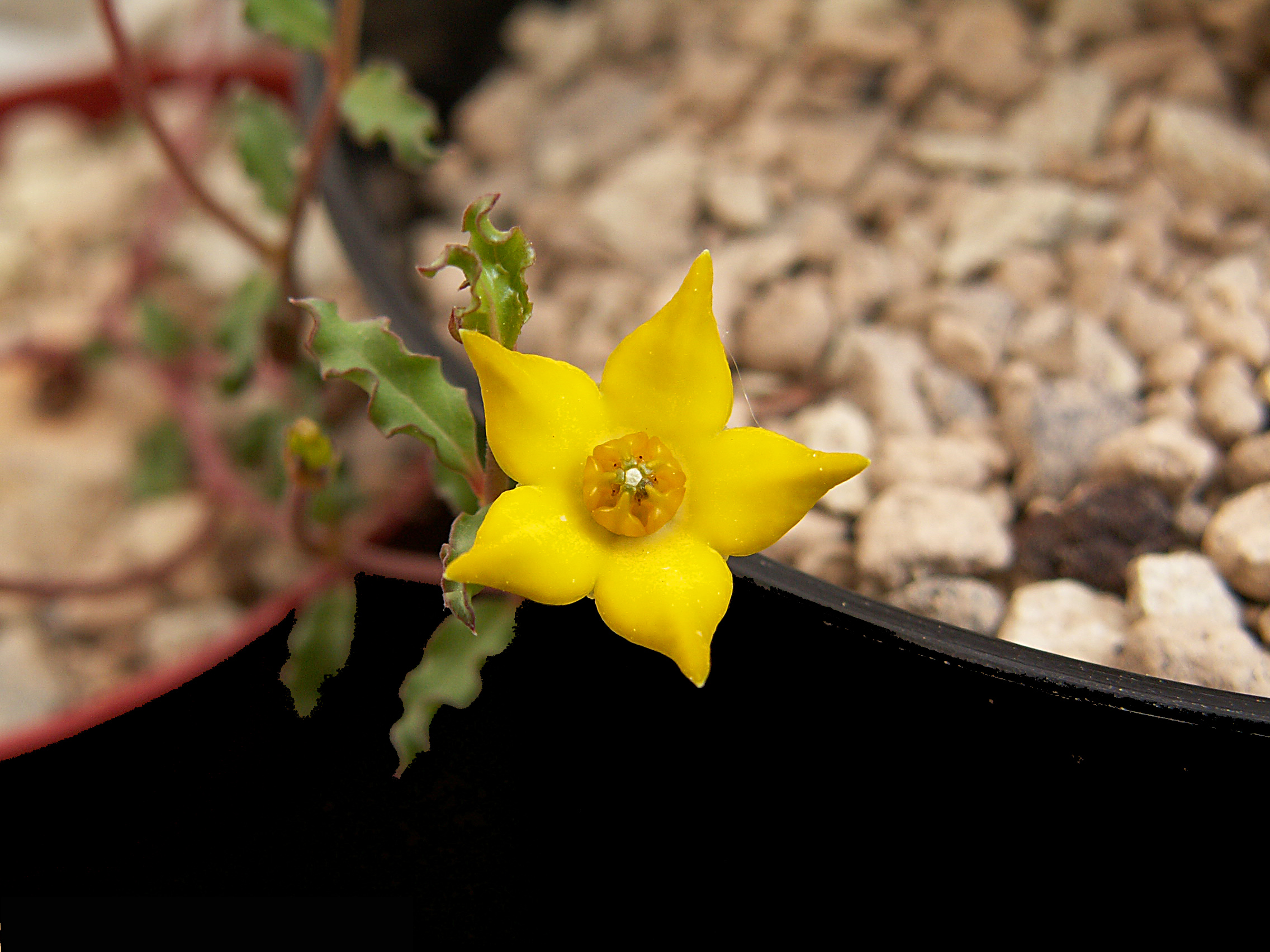
Brachystelma caffrum (Schltr.) N.E.Br.
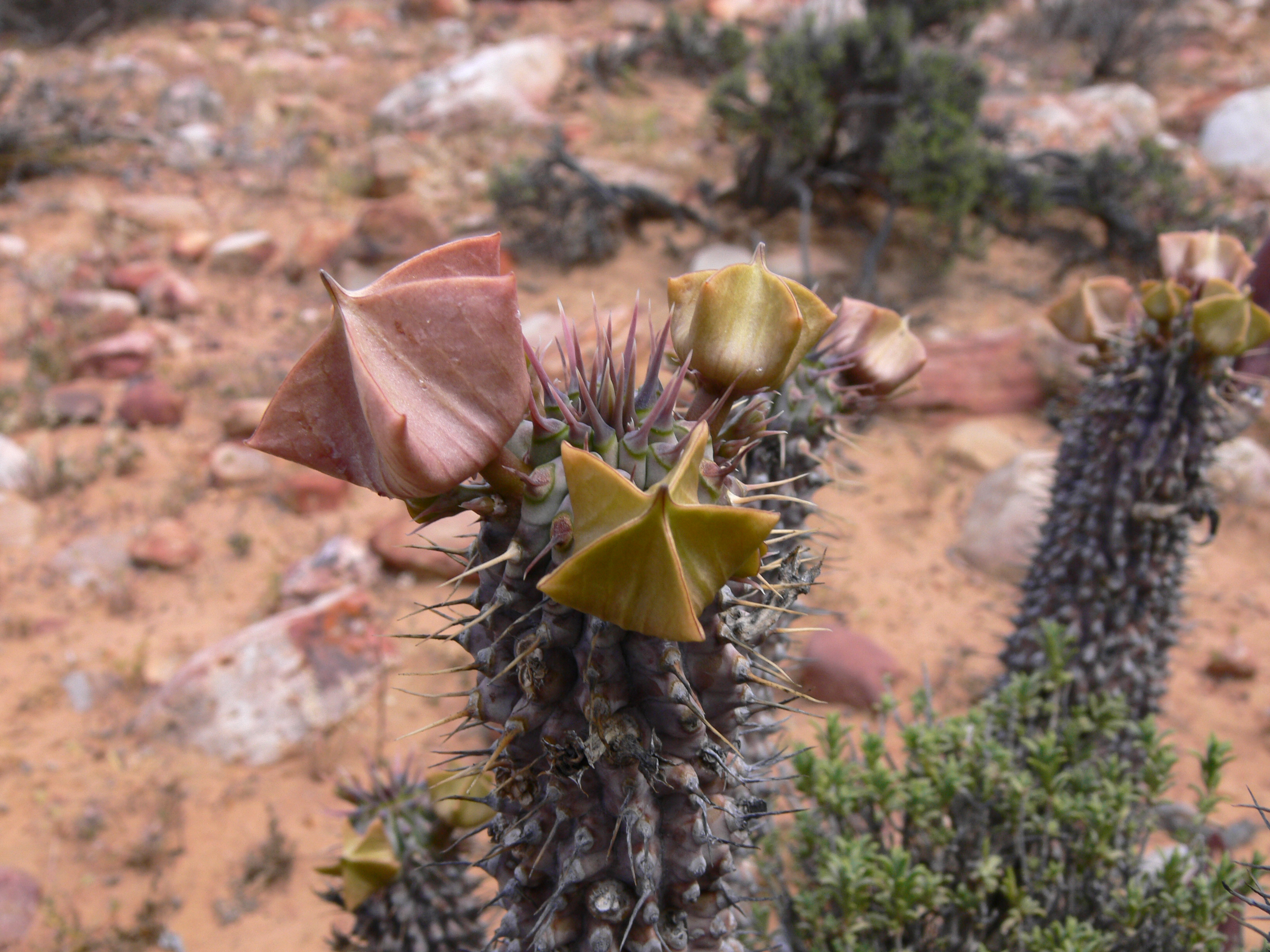
Hoodia gordonii